# Gardenia conferta
Gardenia conferta är en måreväxtart som beskrevs av André Guillaumin. Gardenia conferta ingår i släktet Gardenia och familjen måreväxter. Inga underarter finns listade i Catalogue of Life.